# Gauricus (månekrater)
Gauricus er et nedslagskrater på Månen. Det befinder sig i det forrevne terræn på den sydlige del af Månens forside og er opkaldt efter den italienske astronom Luca Gauricus (1476 – 1558).
Navnet blev officielt tildelt af den Internationale Astronomiske Union (IAU) i 1935. 

## Omgivelser
Gauricuskrateret har det stærkt eroderede Wurzelbauerkrater liggende næsten forbundet med sin vestlige rand, og mod nord-nordvest ligger Pitatuskrateret.

## Karakteristika
Kraterranden er nedslidt og eroderet af senere nedslag, hvilket har gjort ydervæggen afrundet og arret af et antal mindre kratere. De mest fremtrædende af disse er "Gauricus B" og "Gauricus D", som ligger langs den sydlige rand, og "Gauricus G", som trænger ind i den østlige rand. Det nedslidte satellitkrater "Gauricus A" er forbundet med den ydre rand mod syd-sydvest.
I modsætning hertil er kraterbunden ret jævn uden særlige landskabstræk bortset fra en sammensluttet kraterformation, "Guericus F", som ligger langs den nordlige rand. Bunden er desuden overstrøet af striber af materiale fra strålesystemet, der udgår fra Tychokrateret mod syd.

## Satellitkratere
De kratere, som kaldes satellitter, er små kratere beliggende i eller nær hovedkrateret. Deres dannelse er sædvanligvis sket uafhængigt af dette, men de får samme navn som hovedkrateret med tilføjelse af et stort bogstav. På kort over Månen er det en konvention at identificere dem ved at placere dette bogstav på den side af satellitkraterets midte, som ligger nærmest hovedkrateret. Gauricuskrateret har følgende satellitkratere:
| Gauricus | Længde  | Bredde  | Diameter |
| -------- | ------- | ------- | -------- |
| A        | 35,6° S | 13,4° V | 38 km    |
| B        | 35,3° S | 12,2° V | 23 km    |
| C        | 35,2° S | 10,7° V | 11 km    |
| D        | 35,1° S | 11,4° V | 13 km    |
| E        | 32,5° S | 11,8° V | 7 km     |
| F        | 33,0° S | 12,6° V | 12 km    |
| G        | 33,9° S | 11,0° V | 18 km    |
| H        | 38,1° S | 13,3° V | 8 km     |
| J        | 32,3° S | 11,9° V | 10 km    |
| K        | 33,3° S | 13,9° V | 5 km     |
| L        | 34,0° S | 13,8° V | 4 km     |
| M        | 34,4° S | 13,6° V | 6 km     |
| N        | 32,4° S | 12,7° V | 7 km     |
| P        | 35,1° S | 12,4° V | 6 km     |
| R        | 34,8° S | 13,3° V | 6 km     |
| S        | 33,9° S | 10,1° V | 15 km    |

## Måneatlas
- Billeder af Gauriuskrateret i LPI-måneatlasset
- USGS-kort